# Dieter Vogellehner
Dieter Vogellehner (* 31. Dezember 1937 in Ellwangen; † 14. März 2002 in Freiburg im Breisgau) war ein deutscher Botaniker. Sein offizielles botanisches Autorenkürzel lautet „Vogell.“.
Vogellehner, der in Sigmaringendorf aufwuchs, studierte ab 1957 an der Universität Tübingen Biologie, Chemie, Geologie und Geographie. Einflussreiche Lehrer waren Walter Zimmermann und Karl Mägdefrau. Bei letzterem promovierte er 1965 mit einer Arbeit zu dem Thema Untersuchungen zur Anatomie und Systematik der verkieselten Hölzer aus dem fränkischen und südthüringischen Keuper. 
1965 wurde er wissenschaftlicher Assistent am Botanischen Institut der Universität Freiburg, wo er über die Anatomie und Phylogenie der Gymnospermen sowie über die Karbonflora des Schwarzwaldes arbeitete. 1969 habilitierte er und wurde in diesem Jahr Direktor des Botanischen Gartens der Universität, den er völlig neu gestaltete. 1975 wurde Vogellehner außerplanmäßiger Professor und 1978 Professor für Systematische Botanik und Paläobotanik.
Vogellehner wurde durch zahlreiche Schriften und Bücher international bekannt. 
Zu den Schülern Vogellehners gehören der Paläontologe und Direktor des Senckenberg-Museums in Frankfurt Volker Mosbrugger und Thomas Speck, sein Nachfolger als Leiter des Botanischen Gartens in Freiburg.